# Władysław Abraham

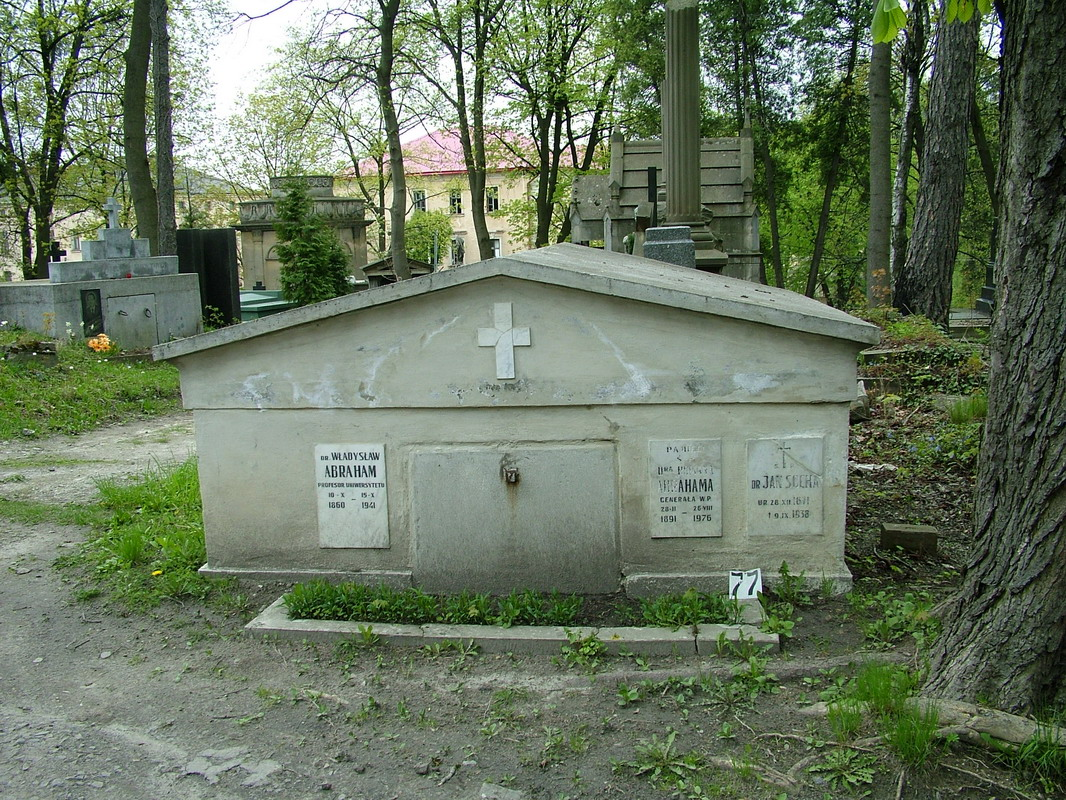
Cmentarz Łyczakowski we Lwowie – grobowiec prof. Władysława Abrahama i symboliczny jego syna Romana wykonany przez firmę Henryka Karola Periera

Władysław Henryk Franciszek Abraham (ur. 10 października 1860 w Samborze, zm. 15 października 1941 we Lwowie) – polski prawnik i uczony, członek Towarzystwa Historycznego we Lwowie.

## Życiorys
Był synem Cyryla i Antonii z Pawulskich. Studiował na wydziałach prawa i filozofii Uniwersytetu Jagiellońskiego (w tym czasie otrzymał stypendium z fundacji ś.p. dra Katarzyńskiego). Zajmował się historią prawa kanonicznego i polskiego oraz historią Kościoła, specjalizował się w kanonistyce na uniwersytecie w Berlinie, habilitował na Uniwersytecie Jagiellońskim. W 1886 został docentem i objął katedrę prawa kościelnego na Uniwersytecie Lwowskim, którego był rektorem od 1900 (lub w latach 1899–1900). W 1888 został profesorem prawa kościelnego. Był także członkiem Polskiej Akademii Umiejętności (od 1893), Towarzystwa Naukowego Warszawskiego oraz Towarzystwa Naukowego we Lwowie, Poznaniu i Wilnie. Zorganizował badania w archiwum watykańskim nad źródłami związanymi z Polską. Brał udział w komisji ministerialnej przygotowującej projekt konkordatu między Rzecząpospolitą Polską i Stolicą Apostolską, współtworzył polskie prawo małżeńskie.
16 stycznia 1931 Uniwersytet Poznański przyznał mu tytuł doktora honoris causa. W 1937 otrzymał także tytuł doktora honoris causa Uniwersytetu Jana Kazimierza we Lwowie.
W 1931 otrzymał Nagrodę im. Jerzmanowskich.
W czerwcu 1889 ożenił się ze Stanisławą Reiss. Ich synem był generał Roman Abraham, dowódca Wielkopolskiej Brygady Kawalerii w kampanii wrześniowej. Córka Wanda została żoną generała Wacława Stachiewicza.
Pochowany na Cmentarzu Łyczakowskim we Lwowie.

## Twórczość
- 1889: Początki prawa patronatu w Polsce,
- 1890: Organizacja Kościoła w Polsce do poł. w. XII (wyd. 2: 1893, wyd. 3: Poznań 1962),
- 1900: Stanowisko kuryi papieskiej wobec koronacyi Łokietka,
- 1904: Powstanie organizacyi kościoła łacińskiego na Rusi. Tom 1,
- 1908: Jakub arbp halicki[1],
- 1912: Założenie biskupstwa łacińskiego w Kamieńcu Podolskim,
- 1913: Forma zawarcia zaręczyn i małżeństwa w najnowszym ustawodawstwie kościelnym[1],
- 1922: Dziewosłęb. Studyum z dziejów pierwotnego prawa małżeńskiego w Polsce,
- 1925: Zawarcie małżeństwa w pierwotnym prawie polskim[1],
- 1927: Pontificale biskupów krakowskich z XII w. Kraków.
- Biogramy w Polskim Słowniku Biograficznym (m.in. Andrzej biskup kamieniecki[7], Andrzej, łaciński biskup łucki[8] 1935).

## Ordery i odznaczenia
- Krzyż Komandorski Orderu Odrodzenia Polski (31 grudnia 1923)[9][10]
- Krzyż Oficerski Orderu Odrodzenia Polski (13 lipca 1921)[11][12][13]
- Krzyż Komandorski Orderu Świętego Grzegorza Wielkiego (Watykan)[1]